# ولگودونسک

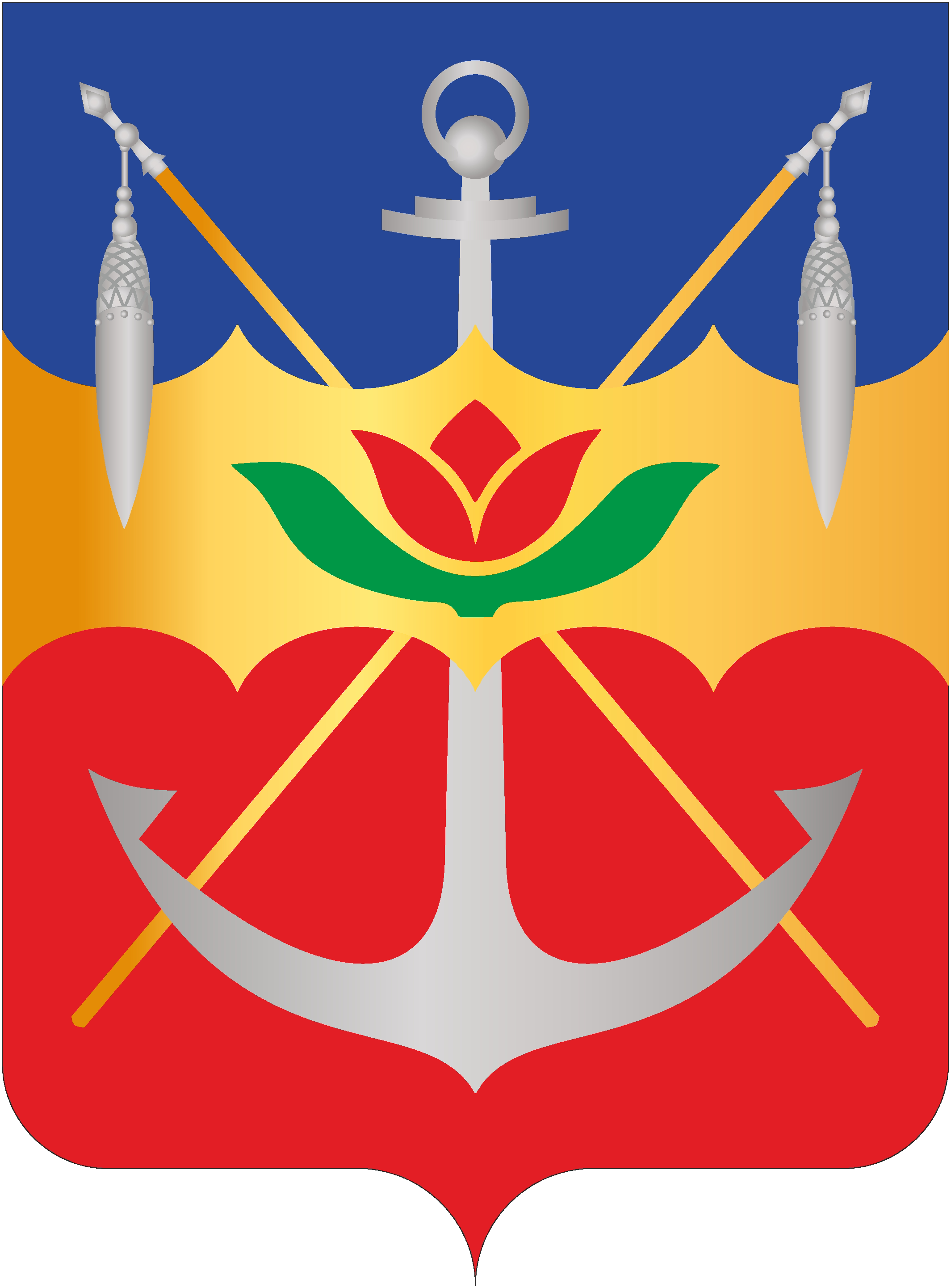
نشان ولگودونسک.

وُلگوُدوُنسک (به روسی: Волгодонск) شهری در کنار رود دون در جنوب غربی روسیه است. ولگودونسک یکی از بزرگترین شهرهای استان روستوف است و ۱۷۰ هزار نفر جمعیت دارد.

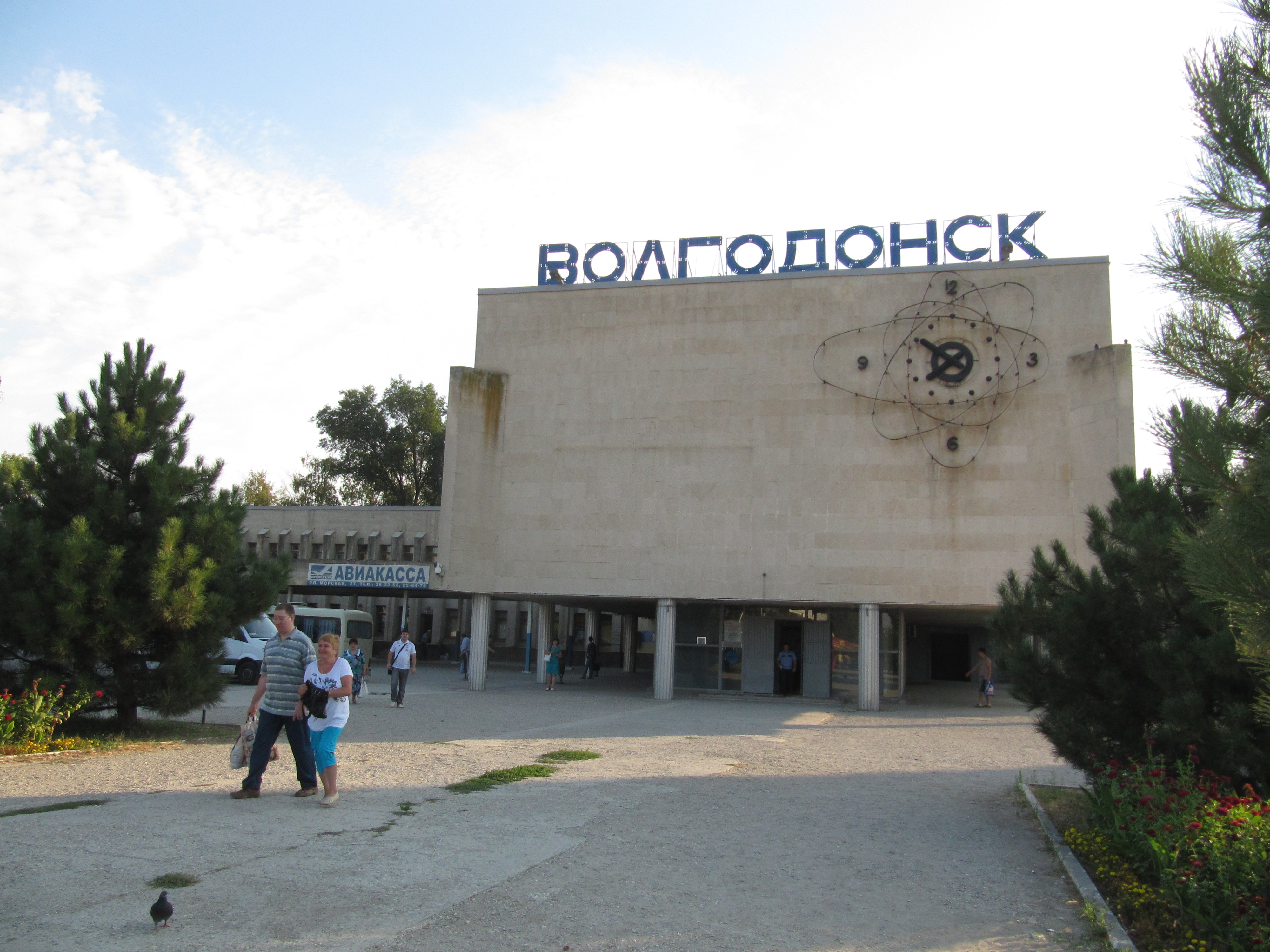

در ولگودونسک نیروگاه هسته‌ای، نیروگاه آبی، بندر بزرگ و کارخانه "اتومماش" ("Атоммаш") وجود دارد.